# Jo Van Biesbroeck
Johan (Jo) Marie Jozef Jacques Van Biesbroeck (Leuven, 19 december 1956) is een Belgisch bestuurder en voormalig bedrijfsleider.

## Biografie
Jo Van Biesbroeck studeerde economie aan de Katholieke Universiteit Leuven. Later werd hij docent aan de EHSAL Management School in Brussel.

### AB InBev
Hij startte zijn professionele loopbaan in 1978 bij brouwerij Artois, dat tien jaar later met brouwerij Piedbœuf tot Interbrew fuseerde. In 2003 werd hij als Chief Strategy Officer verantwoordelijk voor de strategie van de onderneming, een functie die hij ook vervulde na de fusie met het Braziliaanse AmBev in 2008. Binnen de nieuwe onderneming AB InBev bekleedde Van Biesbroeck verscheidene managementposities. In september 2015 verliet hij AB InBev.
Hij is een vertrouweling van Alexandre Van Damme, die de grootste individuele aandeelhouder van AB InBev is en waarmee Van Biesbroeck ook bij RSC Anderlecht en verschillende andere organisaties samenwerkte.

### Overige mandaten
In 2015 werd Van Biesbroeck bestuurder van bioscoopketen Kinepolis, wat hij bleef tot 2017, en telecommunicatiebedrijf Telenet. 
In maart 2022 volgde hij Bert De Graeve als voorzitter van Telenet op.
In 2017 werd hij in opvolging van Luc Vandewalle voorzitter van de raad van bestuur van bouwbedrijf Matexi. Gaëtan Hannecart volgde hem in 2023 op als voorzitter van Matexi en Abacus, de familieholding boven Matexi.
Sinds 2018 is hij bestuurder van bouwmaterialengroep Etex, waar hij in mei 2021 Jean-Louis de Cartier de Marchienne als voorzitter van de raad van bestuur opvolgde. In januari 2025 volgde Hans Van Bylen hem op. Hij bleef er bestuurder.
In 2020 werd Van Biesbroeck bestuurder van voedingsmultinational Puratos.
Hij is of was tevens bestuurder van de investeringsmaatschappij Patrinvest/SFI (van de families achter AB InBev) en non-profitorganiaties zoals het Antikankerfonds (ACF), het Kick Cancer Fund en het Franklinea-fonds in Zwitserland.

### RSC Anderlecht
Van 2003 tot 2015 werd het management van voetbalclub RSC Anderlecht door Herman Van Holsbeeck geleid. De club besloot in mei 2015 om de functie van Van Holsbeeck op te splitsen in een sportief manager en een operationeel manager. Van Biesbroeck werd in dienst genomen als operationeel manager (CEO), terwijl Van Holsbeeck verantwoordelijk werd voor het sportieve beleid. In april 2020 verliet Van Biesbroeck Anderlecht in onmin en werd hij door Karel Van Eetvelt opgevolgd. In november 2020 verkocht Van Biesbroeck zijn aandelen van Anderlecht aan Michael Verschueren.
In april 2024 werden onder meer Van Biesbroeck en Van Holsbeeck naar de correctionele rechtbank verwezen voor gesjoemel bij de verkoop van RSC Anderlecht.